# Kaltfront

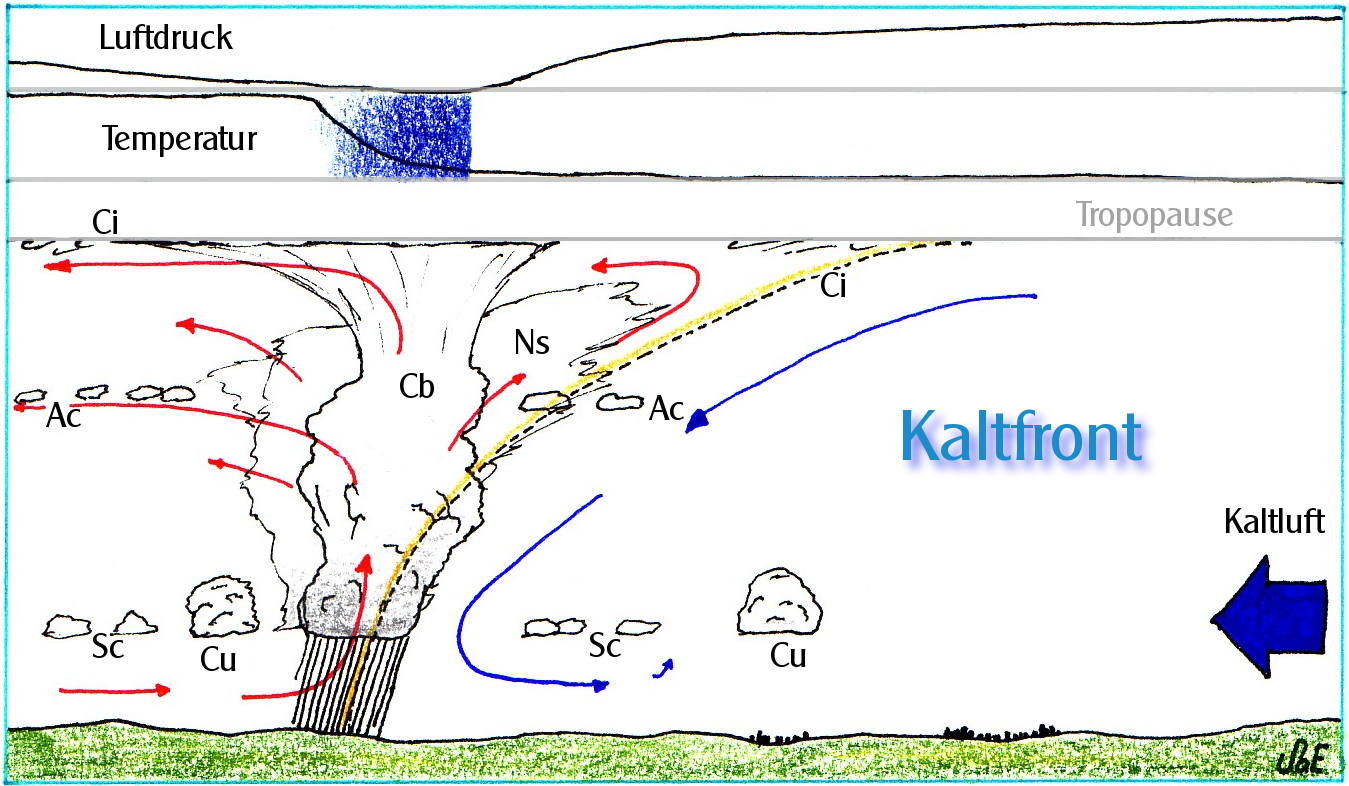
Darstellung einer Kaltfrontpassage erster Art (Anafront)

Die Kaltfront ist, wie die Warmfront, eine Wettererscheinung im Zusammenhang mit einem Tiefdruckgebiet. Die Kaltluft bewegt sich hier in Richtung der Warmluft. Durch die Kaltfront ergibt sich im Normalfall eine Abkühlung in allen Höhen der Luftschichten. Man unterscheidet aber auch Fronten, bei denen es nur in höheren Luftschichten zur Abkühlung kommt. Man spricht hier von einer Höhenkaltfront. Weiterhin kann es im Winter vorkommen, dass die bodennahe ausgekühlte Luftmasse durch etwas mildere maritime Kaltluft ersetzt wird. Somit wird es in den bodennahen Schichten sogar wärmer. Man spricht hier von einer maskierten Kaltfront.
Des Weiteren unterscheidet man die Kaltfronten nach dem Strömungsverhalten der kalten Luft gegenüber der warmen Luft. Bei der Kaltfront erster Art (Anafront) schiebt sich die Kaltluft unter die Warmluft und bei der Kaltfront zweiter Art (Katafront) schiebt sich die Kaltluft über die Warmluft; weitere Erklärung siehe unten.
Kaltfronten zeichnen sich durch verstärkte vertikale Luftbewegungen aus. Die dadurch auftretende konvektive Bewölkung führt häufig zu schauerartig verstärkten Niederschlägen oder Gewittern. Die Ankunft einer stärkeren Kaltfront kann oft gut beobachtet werden: Recht starker, etwas abgekühlter Wind, Quellwolken (eventuell schon einige Cumulonimbus-Wolken) kündigen sie an. Die Temperatur sinkt beim Durchgang um mehrere Grade, es kann sogar vorkommen, dass nach einem schönen Frühlingstag mit 16 °C am nächsten Tag nach Durchgang der Kaltfront Schnee liegt.
Auf der Rückseite der Kaltfront (Kaltsektor) ist die Atmosphäre in der Regel labil geschichtet. Zusammen mit dem vom Regen noch feuchten Boden führt das unter der Sonneneinstrahlung zu Cumuluswolkenbildung und Schauern, dem sogenannten Rückseitenwetter. Ferner nimmt der Luftdruck nach Durchgang der Front wieder zu. Weil die Luft absolut und relativ weniger feucht ist als vor dem Niederschlag, wird die Luft klar und die Sicht gut. Hat die Kaltfront die vorlaufende Warmfront eingeholt, bildet sich eine Okklusion.

Symbol der Kaltfront auf Wetterkarten

In einer Wetterkarte werden Kaltfronten durch blaue Dreiecke gekennzeichnet, die in Zugrichtung weisen.

## Anakaltfront

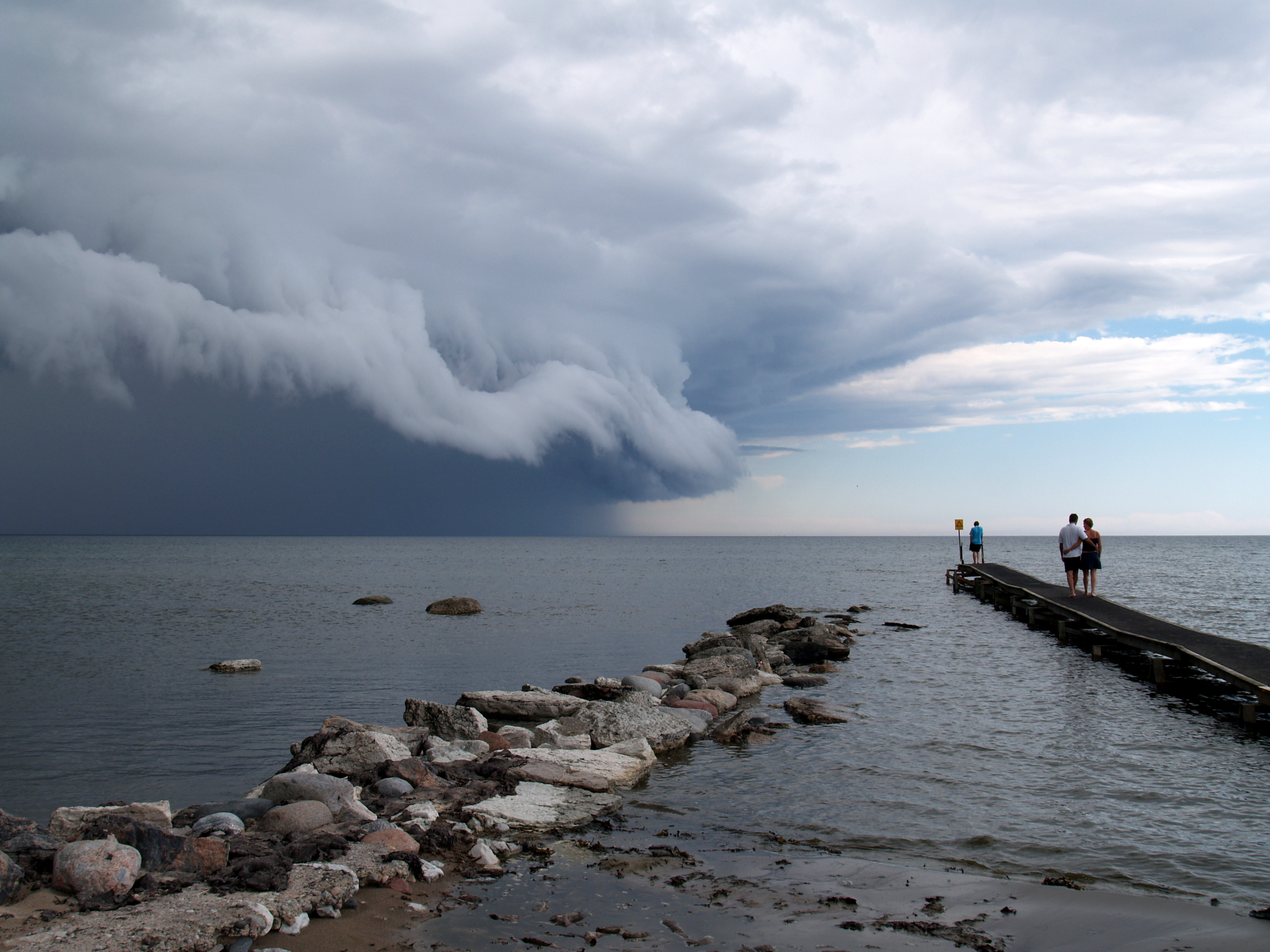
Im Sommer geht eine Kaltfrontpassage oft mit Gewittern einher

Nach der klassischen Theorie gerät kalte Luft unter warme Luft, wobei an der Luftmassengrenze Konvergenz entsteht. Hierbei wird die warme, feuchte Luft gezwungen aufzusteigen. Die Folge ist Wolkenbildung und Niederschlag hinter der Kaltfront.
In der Darstellung erfolgt der Kaltluftvorstoß von rechts; Druck- und Temperaturverlauf sind demgegenüber spiegelverkehrt gesetzt.

## Katakaltfront
Bei der Katakaltfront gerät die kalte Luft über die warme Luft. Das Aufsteigen der warmen Luft wird dabei durch das Absinken der trockenen Luft unterbunden. Somit wird auch die Wolkenentwicklung, welche sich vor der Kaltfront abspielt, klein gehalten.